# 埃里奥杜
埃里奥杜（Eriodu），是印度泰米尔纳德邦Dindigul县的一个城镇。总人口7866（2001年）。

## 人口
该地2001年总人口7866人，其中男性4014人，女性3852人；0—6岁人口872人，其中男445人，女427人；识字率65.71%，其中男性为75.96%，女性为55.04%。